# Parafia Nawiedzenia Najświętszej Maryi Panny w Chodzieży
 Parafia Nawiedzenia Najświętszej Maryi Panny w Chodzieży – rzymskokatolicka parafia położona w dekanacie chodzieskim, należącym do archidiecezji gnieźnieńskiej.

## Historia
Starania o budowę kościoła i utworzenie parafii trwały od lat 50. XX wieku, jednak ze względu na ówczesną sytuację polityczną zezwolenie na budowę świątyni zostało podpisane dopiero 25 stycznia 1980 roku.
15 sierpnia 1984 roku Kuria Metropolitalna w Poznaniu utworzyła przy nowo budowanym kościele Ośrodek Duszpasterski pod wezwaniem Nawiedzenia Najświętszej Maryi Panny w Chodzieży. Jego rektorem został ksiądz Kazimierz Józefiak, dotychczasowy wikariusz w parafii pw. św. Floriana w Chodzieży. On też kontynuował dalsze prace budowlane. Kościół został konsekrowany 8 października 1988 roku przez księdza arcybiskupa Jerzego Strobę.
Parafia erygowana została dekretem arcybiskupa poznańskiego Jerzego Stroby w dniu 1 maja 1993 roku.
W 2004 roku terytorium parafii powiększyło się o kilka wiosek, które wcześniej należały do parafii św. Floriana. W tym samym roku z powodu zmian granic niektórych polskich diecezji parafia Nawiedzenia NMP w Chodzieży przeszła z archidiecezji poznańskiej do archidiecezji gnieźnieńskiej.

## Kościół parafialny
Kościół parafialny pw. Nawiedzenia NMP – świątynia wybudowana w latach 1981–1988 z cegły klinkierowej, posiada marmurowa posadzkę i pokryty jest blachą miedzianą. W podziemiach kościoła znajdują się sale katechetyczne, natomiast pomieszczenia na piętrze pełnią funkcję mieszkania dla księży wikariuszy. Kościół może pomieścić ok. 2000 wiernych, ma balkony, a jego powierzchnia wynosi 1150 metrów kwadratowych.

## Proboszczowie
W parafii pracowali następujący proboszczowie:
- ks. Kazimierz Józefiak (1993–1996)
- ks. Jan Świerniak (1996–2003)
- ks. Andrzej Ziółkowski (2003–2013)
- ks. Arkadiusz Rosiński (2013–2019)
- ks. Ireneusz Szypura (administrator) (2019)
- ks. Jan Korygacz (2019– )

## Zasięg parafii
Do parafii należą wierni z następujących miejscowości:
- Chodzież, ulice: Akacjowa, Asnyka, Błotna, Brzozowa, Dąbrowskiej, Drzymały, Dworcowa, Hallera, Jodłowa, ks. kan. Jana Ksyckiego, ks. Kazimierza Józefiaka, Kruczkowskiego, Korfantego, Kusocińskiego, Kwiatowa, Ludowa, Małachowskiego, Miodowa, Mostowa, Nałkowskiej, Notecka, Ofiar Gór Morzewskich, Okrzei, Paderewskiego, Piłsudskiego, Pogodna, Powstańców Wielkopolskich, Prusa, Rolna, Słoneczna, Sosnowa, Świerkowa, Wiejska, Witosa, Wiosny Ludów, Zwycięstwa.
- Adolfowo, Ciszewo, Milcz, Mirowo, Pietronki, Rudki, Rataje, Słomki, Strzelce.